# کرت (گیاه)
کرت، سلم، چِش، صمغ عربی ( استان هرمزگان ) یا چش ( استان سیستان و بلوچستان ) نام درختی است که در استان‌های ساحلی جنوب ایران می‌روید. این درخت گونه‌ای از جنس  آکاسیا و خانواده کهور (Mimosacea) است و بومی شبه قاره هند، جنوب ایران، شبه جزیره عربستان و بخش‌هایی از آفریقا می باشد. نام این درخت احتمالاً هندی است، زیرا در هند نیز «بابول» (Babul - Babool) نامیده می‌شود. نام علمی این درخت Acacia nilotica است و نام علمی مترادف آن Acacia arabica می باشد . عمر این درخت بسیار طولانی است و به صدها سال می‌رسد. بلندی درخت معمولاً حدود ۱۰ متر است، ولی مواردی هم وجود دارند که ارتفاعشان تا ۲۰ متر هم می رسد. درخت تاج گرد و پرپشتی ایجاد می‌کند. پوست تنه آن بسیار تیره و تقریباً سیاه رنگ و چاک چاک است. میوه درخت از نوع نیام ، بین دانه ها فرورفته و به میوه شکل تسبیح مانند میدهد، میوه  قابل خوردن ندارد و برگ‌های آن مرکب شانه‌ای و برگچه ها ریز است و دانه‌های آن در یک غلاف بلند قرار دارند.

## سودمندی ها
بابل درختی سایه دار و مناسب برای کاشت در پارکها و بوستان ها است . این درخت با درختانی که صمغ عربی تولید می‌کنند (مانند Acacia senegal & Acacia seyal)، از یک خانواده‌است، و مانند سایر گیاهان این خانواده نیتروژن هوا را با کمک ریزوبوم ها در خاک تثبیت نموده و باعث حاصلخیزی خاک می شوند. صمغ بابل کم ارزش است، هر چند که مصارف محلی دارد. چوب آن سرخ تیره مایل به قهوه‌ای است و بسیار سخت و چگال است و در برابر آب به خوبی پایداری می‌کند. به همین خاطر در جنوب ایران از گذشته تا به حال چوب بابل یکی از چوب‌های اصلی برای ساخت لنج به شمار می‌رفته است. برگ‌ها و غلاف دانه‌های این درخت، خوراک خوبی برای چارپایان به ویژه گاو است.

## منابع

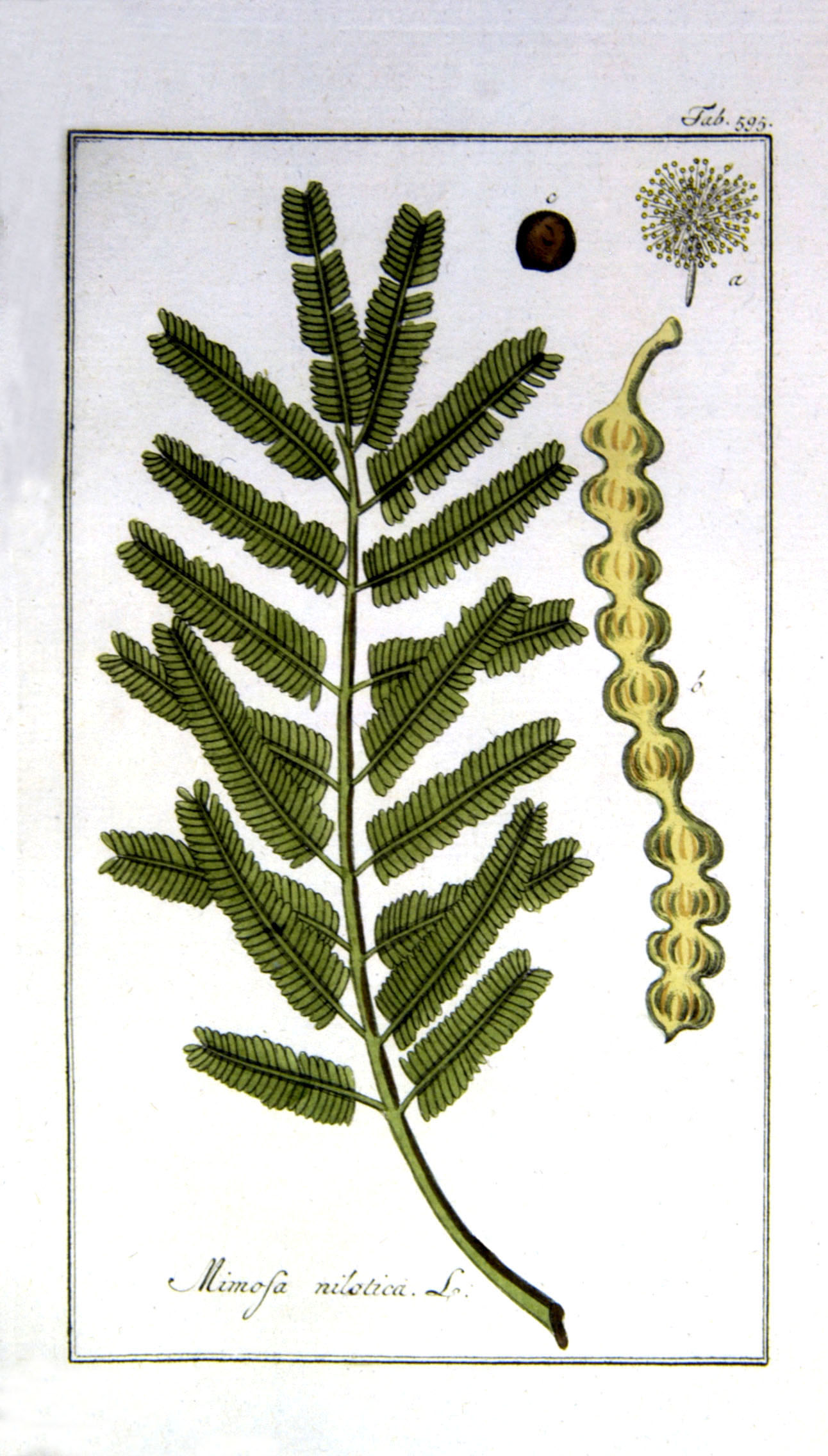